# 阿爾森·鮑里索維奇·阿瓦科夫
阿尔森·鲍里索维奇·阿瓦科夫（1964年1月2日—），乌克兰亞美尼亞裔政治人物，2014年2月至2021年7月，担任乌克兰内务部部长。

## 生平
1964年，阿尔森·阿瓦科夫生于前苏联阿塞拜疆巴库的一個亞美尼亞裔軍人家庭，1966年阿瓦科夫全家遷到乌克兰。
1990年，他创立了 JSC Investor。2002年，他担任哈尔科夫市议会执行委员会成员。 2005年至2010年担任哈尔科夫地区国家行政管理局主席。
2011年秋天至2012年12月，他因與乌克兰維克托·亞努科維奇當局有所衝突而政治流亡意大利。
2012年当选乌克兰人民代表。
2014年邁丹革命期間，他是运动的指挥官之一。
2014年2月27日，乌克兰最高拉达批准阿尔森·阿瓦科夫担任乌克兰内政部长。
在阿瓦科夫的倡议下，乌克兰国民警卫队和乌克兰志愿营於2014年成立。
2014年4月7日至8日晚，阿瓦科夫亲自率领部隊攻打被俄罗斯支持的分裂分子和武装分子占领的哈尔科夫地区国家行政大楼。
在阿瓦科夫的支持下，内政部引入生物特徵護照。这是乌克兰与欧洲联盟達成互免签证的必要条件。

## 荣誉
- 乌克兰荣誉经济学家 (06/22/2007)
- 三级功绩勋章 (04/15/2016)
- 荣誉军团勋章 (法国) (06/09/2022）

## 備注
1. ↑  烏克蘭語羅馬化：Arsen Borysovych Avakov，發音：[ɐrˈsen bɔˈrɪs.ɔ.ʋet͡ʃ ɐ.ʋɐˈkɔu̯]
2. ↑  亞美尼亞語羅馬化：Arsen Borisi Avakov